# Robin McKenzie

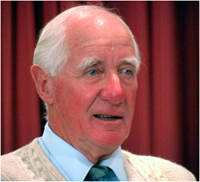
Robin McKenzie

Robin Anthony McKenzie (Auckland, 1931. április 4.–Raumati, 2013. május 13.)
Iskoláját a Wairarapa Főiskolán végezte, hallgatói éveit az Otago Egyetemen töltötte, és az Új-Zélandi Fizioterápiai Iskolában diplomázott Dunedinben 1952-ben.
1953-ban magánrendelésbe kezdett Wellingtonban, és itt történt, hogy különös érdeklődés alakult ki benne a gerinc-rendellenességek kezelése iránt. A 60-as években saját vizsgálati és kezelési módszert fejlesztett ki. Azóta már nemzetközileg elismert szakemberré vált a gerincpanaszok diagnosztizálásában és kezelésének területén. Világszerte tartott előadásokat, publikált különféle szaklapokban és az egész világon sikerrel alkalmazzák a módszerét. 
A McKenzie-kezelés koncepciójának sikere a világ sok részén felkeltette a kutatók érdeklődését. A McKenzie módszer a gerincpanaszok kezelésének egyik legtöbbet vizsgált rendszere. Több kutatási projekt igazolja a rendszer hatékonyságát és jelentőségét.
Az általa kifejlesztett módszer megfelelő kivitelezésének és továbbfejlesztésének érdekében 1982-ben orvosok és gyógytornászok megalapították a Nemzetközi McKenzie Intézetet. Az Intézet közhasznú szervezetként működik, székhelye Új-Zélandon van.
Több könyvet írt szakemberek számára is. Páciensek szóló könyvei: „Gyógyíts meg a hátadat" (Treat your own back), "Gyógyítsd meg a nyakadat" (Treat your own neck), "Gyógyíts meg a válladat” (Treat your own shoulder), „Gyógyíts meg a térdedet" (Treat your own knee). (Magyar kiadásuk szervezés alatt.)
Munkássága nagy mértékben hozzájárult a gerincpanaszok értelmezéséhez és kezeléséhez, ezt hazájában, Új-Zélandon és nemzetközileg is elismertek. Kiemelkedő tevékenységének elismeréseként, hogy a fizioterápiát az emberiség javára fordított, 1982-ben az "Amerikai Gyógytornász Társaság" tiszteletbeli tagjának választották. Ezen kívül még számtalan társaság tagja pl. az Amerikai Gerincgyógyászati Társaságnak, tiszteletbeli tagja az „Egyesült Királyság Fizioterapeuták Társaságának”. 1990-ben az angol királynő „A Britt Birodalom legmagasabb rangú tisztje” címmel tüntette ki.